# Edward Lorraine Walter
Edward Lorraine Walter (* 2. Februar 1845 in Litchfield, Hillsdale County; † 4. Juli 1898 beim Untergang der La Bourgogne vor der Küste von Nova Scotia, Kanada) war ein US-amerikanischer Romanist und Latinist.

## Leben und Werk
Walter kämpfte 1862 in der Schlacht von Fredericksburg. 1868 wurde er an der University of Michigan Assistant Professor für Latein. 1874 ging er nach Europa und promovierte 1877 an der Universität Leipzig mit der Arbeit Rhotacism in the old Italian languages, and the exceptions (Leipzig 1877). Daraufhin wurde er an der University of Michigan Professor of Modern Languages and Literatures. Nach einem erneuerten Europaaufenthalt, diesmal in Paris, ließ er 1887 das Institut aufteilen und übernahm den Lehrstuhl für Romance Languages and Literatures. Walter kam bei einem Schiffsunglück im Atlantik ums Leben.

## Weitere Werke
- Lessing on the boundaries of poetry and painting, Ann Arbor 1888
- (Hrsg.) Jean-Jacques Rousseau, The social contract or, The principles of political rights, New York 1893
- (Hrsg.) Classic French letters [I. Mme. de Sévigné.II. Mme. de Maintenon.III. Voltaire.IV. Mme. du Deffand], New York 1895